# ナジャ・アウアマン
ナジャ・アウアマン（Nadja Auermann, 1971年3月19日 - ）は、ドイツ・ベルリン出身のファッションモデルである。ドイツ語読みではナディア・アウアーマン。プラダ、カール・ラガーフェルド、ヴェルサーチ、ヴァレンチノなどのモデルとして活躍。
エリート・モデル・マネジメントに所属。ブロンド（実際の髪の色は茶色）で青い目を持ち、クールな雰囲気とスーパーモデルの中でも最も長いといわれる足が特徴。身長180cm、公称ヒップ高111cm、公称股下108cm（股下比率6割）と、世界一脚の長い女性モデルと言われる。
ドイツ人俳優と結婚して男子を生んだが離婚。自身の名を冠した香水を発売したり、2005年にはドイツ映画に出演した。